# Columbina buckleyi
Columbina buckleyi là một loài chim trong họ Columbidae.